# Doutora Jane
Jane Klebia da Costa Rodrigues conhecida como Doutora Jane (Brasília, 1º de março de 1963)  é uma política brasileira, delegada de polícia aposentada, ex-professora e enfermeira brasileira. Atualmente exerce o cargo de deputada distrital pelo Distrito Federal, eleita em 2022. Filiada ao Movimento Democrático Brasileiro (MDB), é presidente da Comissão da Mulher na Câmara Legislativa do Distrito Federal (CLDF), destacando-se por sua atuação em defesa dos direitos das mulheres e no combate à violência de gênero. Nas eleições de 2022, foi eleita deputada distrital no Distrito Federal com 19.006 votos (1,14% dos votos válidos).

## Biografia

### Primeiros anos e formação
Filha de migrantes baianos, Jane nasceu e foi criada em Sobradinho, região administrativa do Distrito Federal. Criada apenas pela mãe, que trabalhava como auxiliar de enfermagem, enfrentou desde cedo situações de vulnerabilidade social. Incentivada a priorizar os estudos, formou-se em Geografia e em Direito, além de concluir duas pós-graduações.
Antes de entrar na política, atuou como técnica de enfermagem e professora da rede pública, lecionando Geografia em escolas do Distrito Federal.

### Carreira na segurança pública e serviço público
Jane ingressou na Polícia Civil do Distrito Federal, onde se destacou como delegada, especialmente nas regiões do Paranoá e Itapoã. Ficou conhecida pela atuação firme no enfrentamento à violência contra a mulher e pelas capturas interestaduais de agressores, mesmo em casos de feminicídio.
O reconhecimento comunitário impulsionou sua atuação em outros espaços do serviço público. Foi:
- Controladora do DF no Instituto de Previdência,
- Chefe jurídica da FAP/DF,
- Secretária de Estado de Políticas para Crianças, Adolescentes e Juventude, e
- Administradora Regional de Sobradinho, Sobradinho II e Fercal.

## Carreira política
Em 2022, Jane Klebia foi eleita deputada distrital com mais de 19 mil votos. Seu mandato é voltado à proteção dos direitos das mulheres, fortalecimento da rede de acolhimento, promoção do empoderamento feminino e combate ao feminicídio.
É autora de diversas leis distritais, entre elas:
- A que permite consulta pública ao histórico de violência de agressores;
- A que exige capacitação dos policiais para atendimento especializado a vítimas de violência doméstica.

Como presidente da Comissão da Mulher da CLDF, lidera projetos, pareceres e audiências públicas sobre equidade de gênero e políticas públicas de enfrentamento à violência.
Também idealizou os Comitês de Proteção às Mulheres, uma ação integrada entre segurança pública, assistência social e políticas comunitárias.

## Vida pessoal
Jane Klebia é evangélica, mãe e conhecida por manter um relacionamento próximo com a comunidade. Sua história é marcada por fé, esforço pessoal e superação. É admirada por transformar sua trajetória de dificuldades em uma vida dedicada ao serviço público e à defesa dos mais vulneráveis.